# Cornelius Sim

Cornelius Sim (1951 - 29/05/2021) là một Hồng y người Brunei của Giáo hội Công giáo Rôma. Ông hiện là Đại diện Tông Tòa Hạt Đại diện Tông Tòa Brunei và Phó Chủ tịch Hội đồng Giám mục Malaysia, Singapore và Brunei.Ông nguyên là Phủ doãn Tông Tòa Hạt Đại diện Tông Tòa Brunei và Tổng Thư kí Hội đồng Giám mục Maylaysia, Singapore và Brunei. Ông được tuyên bố vinh thăng Hồng y vào ngày 25 tháng 10 năm 2020.

## Tiểu sử
Đại diện Tông Tòa Cornelius Sim sinh ngày 16 tháng 9 năm 1951 tại Seria, thuộc Brunei. Sau quá trình tu học dài hạn tại các cơ sở chủng viện theo quy định từ Giáo luật Công giáo, ngày 26 tháng 11 năm 1989, Phó tế Sim, khi ấy đã 38 tuổi, tiến đến việc được truyền chức linh mục. Nghi lễ truyền chức được cử hành bởi Giám mục Anthony Lee Kok Hin, Giám mục chính tòa Giáo phận Miri, thuộc Malaysia. Sau tám năm phục vụ trong các công tác mục vụ, ngày 21 tháng 11 năm 1997, Tòa Thánh chỉ định linh mục Sim là Phủ doãn Tông Tòa Hạt Phủ doãn Tông Tòa Brunei. Tân Phủ doãn Tông Tòa nhận nhiệm vụ vào ngày 22 tháng 2 năm 1998.
Sau mười lăm măm trên sứ vụ là một linh mục, đặc biệt có bảy năm là Phủ doãn Tông Tòa, người quản lí Hạt Phủ doãn Tông Tòa Brunei, ngày 20 tháng 10 năm 2004, tin tức từ Tòa Thánh loan đi hai tin vui cho Giáo hội Công giáo tại quốc gia Brunei bé nhỏ, đó là Giáo hoàng quyết định nâng cấp Hạt Phủ doãn Tông Tòa Brunei thành Hạt Đại diện Tông Tòa Brunei và một lần nữa tái bổ nhiệm linh mục Cornelius Sim làm người quản lý địa phận, với chức Giám mục và Danh hiệu Giám mục Đại diện Tông Tòa Brunei, Giám mục Hiệu tòa Putia in Numidia.
Các nghi thức truyền chức cho vị tân giám mục được cử hành sau đó vào ngày 21 tháng 1 năm 2005, với sự tham dự của 3 giáo sĩ cao cấp chủ sự nghi thức truyền chức. Chủ phong cho tân giám mục là Tổng giám mục Salvatore Pennacchio, Khâm sứ Tòa Thánh tại Brunei. Hai giáo sĩ khác trong vai trò phụ phong, gồm có Giám mục Anthony Lee Kok Hin, Giám mục chính tòa Giáo phận Miri, Malaysia và Tổng giám mục chính tòa Tổng giáo phận Kuching, Malaysia là John Ha Tiong Hock. Tân giám mục chọn cho mình câu châm ngôn:Duc in altum.
Giám mục Sim cũng tham dự chuyến hành hương đến Tòa Thánh Ad Limina tổ chức vào tháng 6 năm 2008, cùng Giám mục đoàn Malaysia.
Ngoài các chức danh chính thức từ Tòa Thánh, Giám mục Sim còn kiêm nhiệm nhiều vị trí khác như Tổng Thư kí Hội đồng Giám mục Malaysia, Singapore và Brunei từ ngày 1 tháng 1 năm 2015 đến ngày 1 tháng 1 năm 2017, thì được bầu chọn làm Phó Chủ tịch Hội đồng Giám mục này.
Ngày 25 tháng 10 năm 2020, Giáo hoàng Phanxicô công bố vinh thăng ông tước vị Hồng y.
Ngày 29/05/2021, Hồng y Sim qua đời vì bệnh ung thư